# أليكسي يرخوف
أليكسي فلاديميروفيتش يرخوف (بالروسية: Алексей Владимирович Ерхов)، من مواليد 28 أكتوبر 1960، هو دبلوماسي روسي.

## سيرته الدبلوماسية
عمل مستشاراً لسفارة روسيا في إسرائيل من عام 1996 لعام 2001، ومابين عام 2001 و2003، عمل يرخوف في إدارة الرئاسة، حيث شغل منصب نائب الرئيس، ثم رئيس إدارة تدريب السياسة الخارجية لتدابير الرقابة على السياسة الخارجية لرئيس الاتحاد الروسي، وكان يرأسه سيرجي بريخودكو، وشغل منصب وزير مستشار في السافرة الروسية في العاصمة السورية دمشق.
عمل منصب القنصل العام لروسيا في مدينة إسطنبول التركية من عام 2009 لعام 2015، وفي عام 2017، عين سفيراً لروسيا الاتحادية في العاصمة التركية أنقرة، وذلك خلفاً للسفير الروسي الراحل أندريه كارلوف، حيث يجيد أليكسي اللغات الأجنبية كالعربية والإنجليزية والفرنسية.